# 21. november
21. november je 325. dan leta (326. v prestopnih letih) v gregorijanskem koledarju. Ostaja še 40 dni.

## Dogodki
- 1620 – ladja Mayflower pripluje v Cape Cod
- 1783 – brata Montgolfier prvič poletita z balonom na topel zrak
- 1806 – Napoleon prične z blokado Združenega kraljestva
- 1877 – Thomas Alva Edison predstavi fonograf
- 1909 – na jugoslovanski socialdemokratski konferenci v Ljubljani sprejeta tivolska resolucija
- 1916 – ob obali grškega otoka Kea se zjutraj potopi HMHS Britannic
- 1918 – zadnje nemške vojaške enote zapustijo Alzacijo in Loreno
- 1935 – v Sovjetski zvezi prično s propagandno kampanjo z udarnikom Aleksejem Stahanovim v glavni vlogi
- 1938 – Nemčija zasede Sudete
- 1948 – so prvič predvajali prvi slovenski celovečerni film Na svoji zemlji
- 1964 – drugi vatikanski koncil z dekretom De ecclesiis orientalibus catholicis potrdi posebni status katoliških cerkva vzhodnega obredja
- 1995 – z daytonskim sporazumom se konča vojna v BIH
- 2008 – Slovenija je dobila 9. vlado
- 2013 – v zrušitvi strehe nakupovalnega centra v Rigi umre 54 ljudi

## Rojstva
- 1694 – François-Marie Arouet - Voltaire, francoski pisatelj, filozof († 1778)
- 1768 – Friedrich Daniel Ernst Schleiermacher, nemški teolog in filozof († 1834)
- 1787 – sir Samuel Cunard, britanski trgovec, ladjar († 1865)
- 1818 – Lewis Henry Morgan, ameriški antropolog, etnolog († 1881)
- 1834 – Hetty Green, ameriška finančnica († 1916)
- 1897 – Veza Canetti, avstrijska pisateljica in prevajalka († 1963)
- 1898 – René Magritte, belgijski slikar († 1967)
- 1902 – Isaac Bashevis Singer, ameriški judovski pisatelj in nobelovec († 1991)
- 1924 – Milka Planinc, jugoslovanska političarka, hrvaškega rodu († 2010)
- 1925 – Veljko Kadijević, general JLA († 2014)
- 1930 – Marjan Rožanc, slovenski pisatelj († 1990)
- 1955 – Cedric Bryan Maxwell, ameriški košarkar
- 1965 – 
  - Björk Guðmundsdóttir, islandska pevka
  - Edi Pucer, slovenski televizijski voditelj
- 1969 – Jelka Godec, slovenska fizičarka in političarka
- 1971 – Aljoša Deferri, slovenski klarinetist
- 1989 – Anita Kralj, slovenska pevka

## Smrti
- 496 – Gelazij I., papež (* 410)
- 1011 – cesar Reizei, 63. japonski cesar (* 949)
- 1136 – William de Corbeil, canterburyjski nadškof (* 1070)
- 1150 – Garcija IV., navarski kralj (* 1112)
- 1325 – Jurij III. Danilovič, moskovski knez (* 1281)
- 1261 – Filip I., burgundski vojvoda, burgundski grof (II.), artoiški (II.), auvergnški (III.) in boulognški (III.) grof (* 1346)
- 1695 – Henry Purcell, angleški skladatelj (* 1659)
- 1774 – Janez Žiga Valentin Popovič, slovenski naravoslovec, jezikoslovec (* 1705)
- 1782 – Jacques de Vaucanson, francoski izumitelj (* 1709)
- 1811 – Bernd Heinrich Wilhelm von Kleist, nemški pisatelj, dramatik (* 1777)
- 1844 – Ivan Andrejevič Krilov, ruski basnopisec (* 1769)
- 1916 – Franc Jožef, avstrijski cesar (* 1830)
- 1926 – Zofka Kveder, slovenska pisateljica (* 1878)
- 1936 – Basil Zaharoff, grški proizvajalec orožja (* 1849)
- 1975 – Gunnar Gunnarsson, islandski pisatelj(* 1889)
- 2000 – Emil Zátopek, češki atlet (* 1922)
- 2020 – Jožef Smej, slovenski škof, teolog, pesnik, pisatelj in prevajalec (* 1922)

## Prazniki in obredi
- svetovni dan televizije